# Ionofoor
Een ionofoor of ionendrager (Grieks: φέρω, pherō = ik draag) is een molecuul, dat ionen door een celmembraan kan transporteren. Daarnaast is een ionofoor ook een molecuul wat in zuivere toestand al bestaat uit ionen.

## Transportion

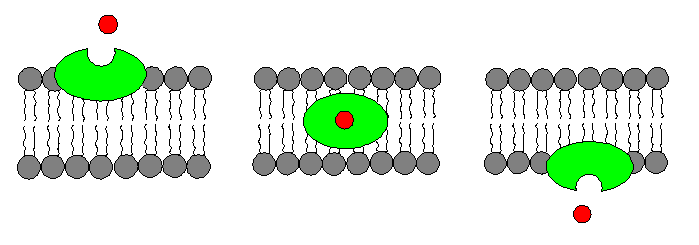
Een ionofoor als mobiele iondrager transporteert een ion door een celmembraan

Als transportion  is een ionofoor een in vet oplosbaar molecuul dat ionen door de lipide dubbellaag van een celmembraan heen transporteert. Dit doet het molecuul door de permeabiliteit van het membraan te vergroten. 
Een ionofoor is een lichaamsvreemd molecuul, omdat het ervoor zorgt dat de concentratie ionen in een cel verandert. Een gezonde cel streeft juist naar een stabilisatie van de ionconcentratie. Sommige micro-organismen produceren zelf ionoforen als een extra bescherming tegen concurrerende organismen. Bij mensen worden ionoforen vaak gebruikt als medicijn, om zo te helpen ionen een cel in te krijgen. 
Het transport door het celmembraan kan op twee verschillende manieren, via een mobiele iondrager die het ion inkapselt en via zogenaamde kanaalvormers.

### Iondragers
Mobiele ionendragers gaan buiten de cel een binding aan met het ion dat hierdoor makkelijker het celmembraan kan doorkruisen. In de cel wordt de binding weer verbroken. Een iondrager vormt een stabiel complex met het ion en omgeeft het op die manier met een hydrofobe buitenkant. Hierdoor kan het gemakkelijk de hydrofobe lipide dubbellaag van het celmembraan passeren. Voorbeelden zijn Calcymicine (of A23187), om Calciumionen in een cel te transporteren. 

### Kanaalvormers
Kanaalvormers maken een hydrofiele porie in het membraan, zodat ionen kunnen passeren zonder contact te maken met het hydrofobe inwendige van het membraan.

## Ionbinding
Als samengestelde stof bestaat een ionofoor uit ionen die in een kristalrooster zitten. De ionen worden met ionbindingen op hun plaats gehouden. Als een ionofoor oplost in water, dan dissocieert deze, de verschillende ionen vallen uit elkaar en verplaatsen zich los van elkaar door de oplossing. Het tegengestelde van ionofoor is ionogeen, dit zijn stoffen die pas ionen vormen na oplossen in water (ioniseren). Verbindingen in een ionogene stof zijn covalente bindingen, terwijl bij ionoforen dit ionbindingen zijn. 
Ionbindingen ontstaan tussen elementen met een groot verschil in elektronegativiteit (Δ ENW). Bij een lager verschil zal de binding een covalente binding zijn, volgens onderstaande tabel:
| Δ ENW            | Type binding tussen 2 atomen         |
| ---------------- | ------------------------------------ |
| ΔENW > 3,2       | Zuiver ionaire binding               |
| 1,6 < ΔENW < 3,2 | Ionbinding met een covalent karakter |
| 0,5 < ΔENW < 1,6 | Polair covalente binding             |
| ΔENW < 0,5       | Apolair covalente binding            |